# Saint-Bonnet-le-Troncy
Saint-Bonnet-le-Troncy é uma comuna francesa na região administrativa de Auvérnia-Ródano-Alpes, no departamento de Ródano. Estende-se por uma área de 15,65 km². Em 2010 a comuna tinha 319 habitantes (densidade: 20,4 hab./km²).